# Święta z Golec uOrkiestrą
Święta z Golec uOrkiestrą – album zespołu Golec uOrkiestra wydany pod koniec 2000 roku przez wytwórnię Golec Fabryka, niespełna 2 miesiące po poprzednim. Osiem z dziesięciu zamieszczonych utworów to kolędy autorstwa Pawła i Łukasza Golców. Do krążka dołączony został świąteczny opłatek. Płyta dotarła do 21. miejsca listy OLiS w Polsce.

## Lista utworów
1. „Winszowania” - 4:50
2. „Idemy z muzyckom do malućkigo” - 3:40
3. „A wcora z wiecora” - 2:04
4. „Kocham gwiazdkę” - 3:05
5. „Przylecieli aniołkowie” - 3:23
6. „Przysiadło słonko” 5:09
7. „Tik tak” - 3:47
8. „Łokarynki, fujarecki” - 3:41
9. „Gdzieś pomiędzy” - 4:00
10. „Bal w remizie” - 3:59